# Eckhart mester
Eckhart mester (német: Meister Eckhart) vagy másképp Hochheimi Eckhart (Eckhart von Hochheim) (kb. 1260 – 1327/1328) késő középkori teológus, filozófus, az egyik legnagyobb keresztény misztikus.
Német és latin nyelven írt beszédeket, fő műve az Opus tripartitum.
Az első németül író filozófus. Realista és intellektualista volt, mert azt tanította, hogy a lét a. m. megismerés. Valláserkölcsi tanításának alapgondolata az istenséggel való belső egyesülés. A katolikus tanítóhivatal nem tudta teljesen elfogadni a nézeteit és röviddel a halála után XXII. János pápa 1329. évi In agro dominico kezdetű bullája 17 tételét tévesnek (eretnek), további 11 tételét pedig eretnekgyanúsnak és merésznek nyilvánította. A 20. században a Vatikánban felvetődött Eckhart rehabilitációjának a kérdése.
Nemcsak kortársaira volt erős hatással, hanem az utókort is lenyűgözte. Gondolatai jelentős hatást gyakoroltak a késő középkori szellemiségre. Lendületet adott a német keresztény miszticizmus fejlődésének, megelőlegezte Hegel idealista dialektikáját, hatással volt Lutherre és jelentős szerepet játszott a német irodalmi nyelv kialakulásában.

## Élete
Sem a születési hely, sem a születési idő, sem a pályafutása 1294-ig nem határozható meg biztosan. Vannak bizonyos jelek, de nincs elegendő bizonyíték. Kép sincs róla; nem tudni hogy nézett ki.

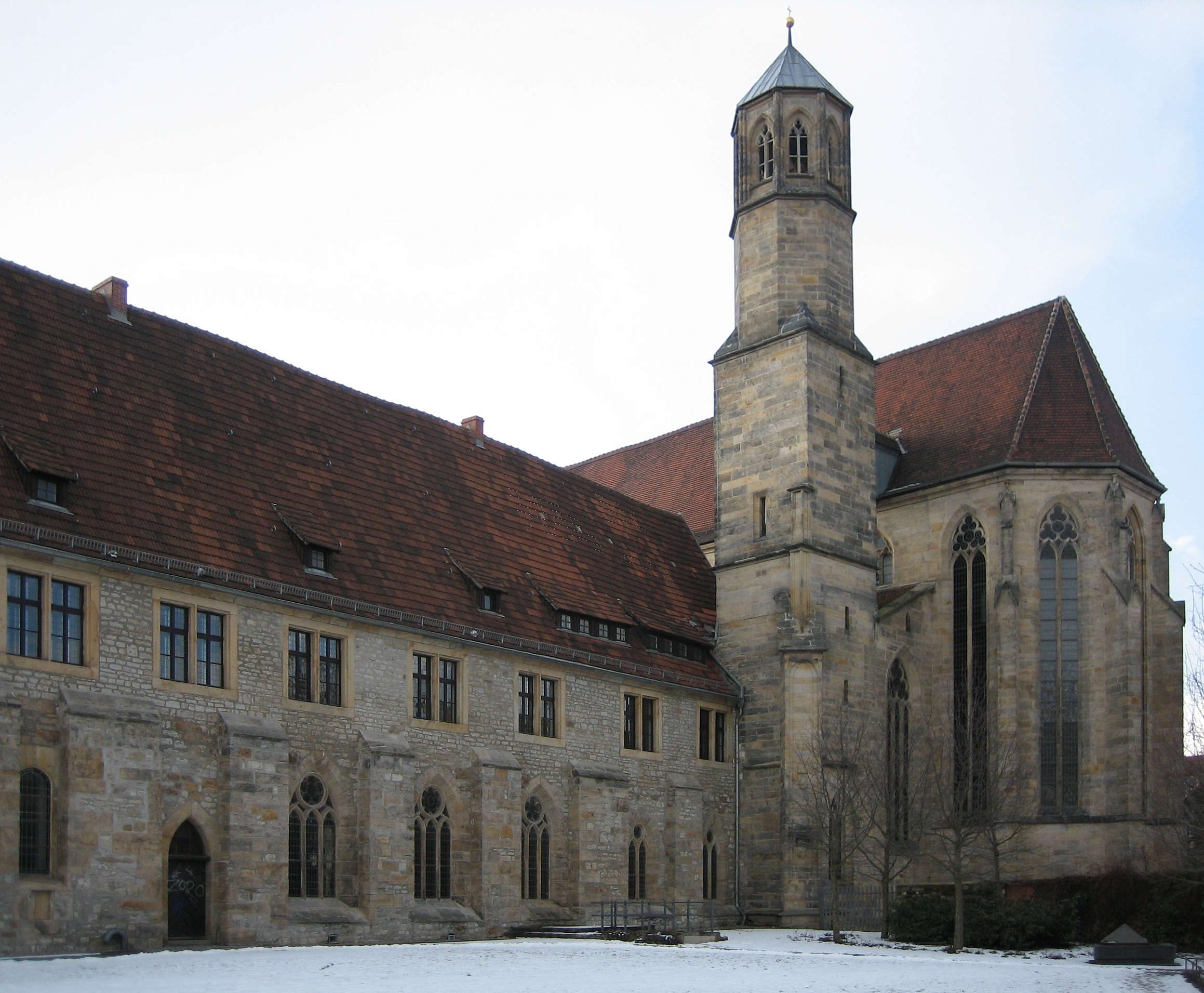
Az erfurti egykori domonkos kolostor;
ma protestáns templom

Nemesi családban született, valamikor 1260 körül, Gotha közelében, talán Hochheimben, vagy Tambachban. Valószínűleg egy "von Hochheimnek" nevezett lovag fia volt.
Karrierjéről annyit tudni, hogy már fiatalon (valószínűleg 1275 körül) a domonkos-rendhez csatlakozott az erfurti kolostorban. Tanulmányait rendjének egyik főiskoláján (studium generale) végezte, feltehetően Kölnben. Mint szerzetes valószínűleg még Albertus Magnust is hallgatta itt, aki 1280-ban halt meg. Felmerült, hogy Párizsban is tanult, de erre nincs konkrét bizonyíték.
1294 áprilisában már a domonkosok rendjének szerzeteseként tartotta Petrus Lombardus szentenciájának "beavató előadását" a párizsi egyetemen, amely akkoriban a Nyugat leghíresebb egyeteme volt. Az egyetem alapján ekkor már legalább 33 évesnek kellett lennie. Ez a párizsi előadás életének első megerősített ténye. 1294 vége előtt visszatért Erfurtba.
1298-ban az erfurti domonkos kolostor priorává és Türingia vikárius tartományfőnökévé nevezték ki.
1302-ben Párizsban doktorált teológiából; a „szent teológia mestere" (magister sacrae theologiae) címet kapta. Így lett Eckhart szerzetestestvérből Eckhart mester. Az elnevezés a németesített magister címére utal. A doktori fokozat megszerzése után egy évre megkapta a nem franciák számára fenntartott domonkos tanszéket. Az előadások és a tudományos viták vezetése mellett feladatai közé tartozott az igehirdetés is.
Az erfurti tartományi káptalanon, amelyre először 1303-ban került sor, őt választották a rendjének Szászország   vallási tartomány első provinciálisává, amely Németország északi és középső részének nagy részét, valamint a mai Hollandiát is magába foglalta, keleten egész Lettországig. Szászország a túl nagyra nőtt Teutonia tartomány (Eckhart szülőtartománya) felosztásából alakult ki, amelyről a rend generális káptalanja 1303 pünkösdjén döntött. Alapításakor Szászország 47 férfikolostorból állt és néhány női kolostorból. 1304 pünkösdjén, a toulouse-i generális káptalanon megerősítették Eckhart megválasztását.
1307 pünkösdjén a strasbourgi generális káptalanon kinevezték a csehországi domonkos tartomány fővikáriusává, és megbízták az ottani kolostorok reformjával.
Hivatali ideje a Szászország tartományfőnöki pozícióján 1311-ben lejárt, Párizsban ekkor ismét elfoglalta a nem franciáknak szánt professzori tanszéket. 1314 körül Strasbourgba ment.
A kutatások során azt feltételezik, hogy az ottani domonkos kolostor általános helynökének nevezték ki. A folyamatos strasbourgi tartózkodást azonban egyes kutatók kétségbe vonják, mivel azt mindössze három korabeli dokumentum támasztja alá. Gyakran vitatják, hogy azokban az években a kolostorokban való lelkipásztorkodás volt a fő feladata. Egy másik kutatási vélemény szerint strasbourgi oktatási feladatokkal bízták meg.
Három év után a frankfurti prior (?) lett. Végül 1320-ban tért vissza az iskolákba, amikor Kölnben rendjének első professzorává nevezték ki, ahol haláláig maradt.

### Eretnekség vádja

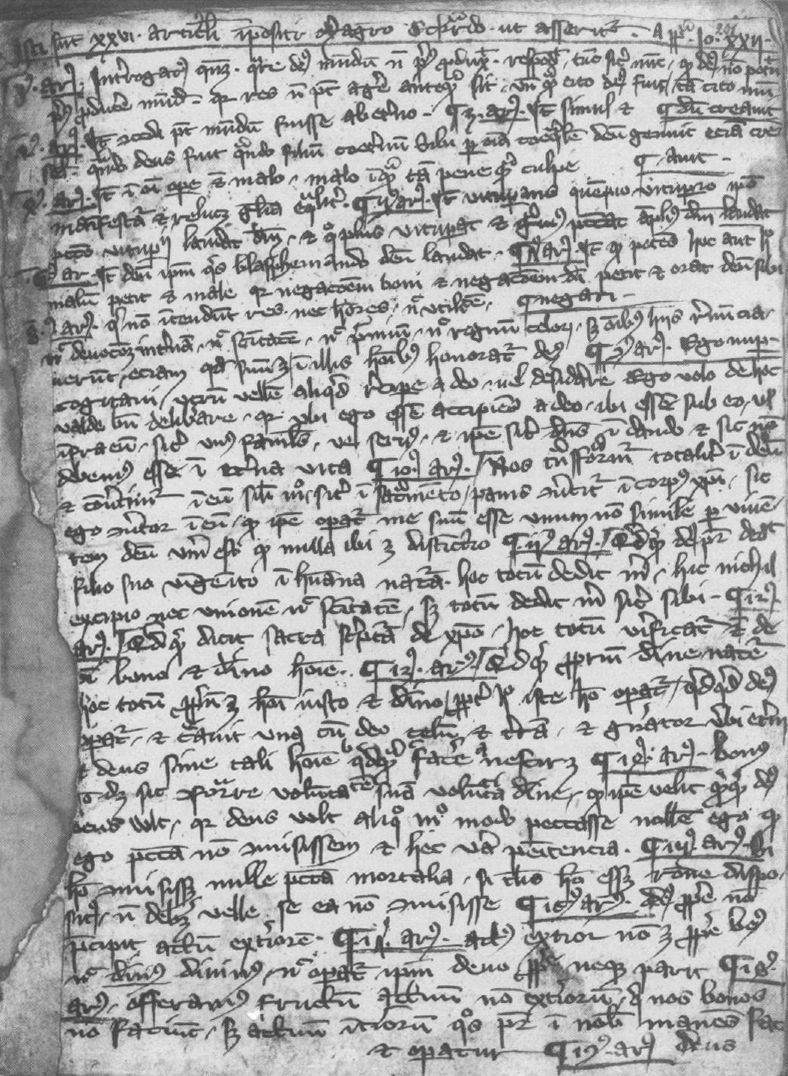
Az «In agro dominico» bulla másolata (Mainzi Városi Könyvtár).

A ferencesek feljelentésére vizsgálat indult tanai ellen. Frankfurtban érte először az eretnekség vádja.
1325-ben újra vizsgálat alá fogták, s ekkor meg is tiltották neki, hogy hirdesse tanításait. 1327-ben a kölni érsek újra vád alá fogta. A pápához fellebbezett, s a kölni klastrom templomában feltételesen visszavonta tanításait, mondván, hogy nincs tudomása róla, hogy eltért volna az egyház tanításától, de ha valamely hibát találnak műveiben, azt nyilvánosan visszavonja. Eckhart rövidesen, feltehetőleg 1327-ben halt meg. 
1329-ben, a halála után az «In agro dominico»  kezdetű pápai bulla 28 tételét, – részben mint eretneket, részben mint félrevezetőt, – elítélte. 

## Tanítása, filozófiája
Prédikációk és értekezések szerzője, amelyek főként a hallgatók jegyzeteiben maradtak fenn. Legemlékezetesebb művei népnyelvű, szokatlan prédikációi. 
A strassburgi és kölni időkből maradtak fenn a német nyelvű írások. Ezeket az apácák jegyezték le, de Eckhart ellenőrizte őket. Ezek alkotják a fő műveit, mivel ezek tartalmazzák a misztikáját. Alois M. Haas, a korai német irodalom professzora szerint a latin nyelvű írások Eckhart tudományos érdeklődéséhez tartoznak, a német nyelvű írások pedig lelkipásztori célzatúak.
Tanítása két pólus körül forog: Isten és az emberi lélek. 
Istenről alkotott fogalma a neoplatonikus gondolkodás nyomait viseli magán és közel állt a panteizmushoz. Lélektanában Szt. Tamást követi, misztikája is intellektualista. 
Istent tiszta létnek, „esse purum", fogja fel; a létet azonban nemcsak sztatikusan, hanem dinamikusan értelmezi. Isten tulajdonságainak megismerésében túlzóan használja a negatív teológia szótárát. Isten, s a teremtmények megkülönböztetésében, bár a teremtést nem tagadja, kifejezéseivel néha igen közel jár a panteizmushoz. Erkölcstana azon a gondolaton épül fel, hogy aki Istenhez akar jutni, annak minden teremtménytől függetlenné kell válnia. Az ember megszentelődése Isten megszületése a lélekben. A jócselekedetek, böjt, alamizsna stb. arra valók, hogy az embert önmagához és Istenhez fordítsák; aki a szeretetet gyakorolja, e célt könnyebben éri el. Az Istennel való teljes egyesülés a kegyelem műve, mely által Isten a lélekben lakozik.
Egyedül létező tulajdonképpen csak Isten: Ő a fő és egyedüli valóság. Ami rajta kívül van, az igazi léttel nem bír. Ő merőben egyszerű lény, akiben nincs semmiféle különbség. Isten lényéről képtelenség fogalmat alkotni, sőt meghatározni sem lehet, csak arról lehet fogalmunk, hogy mi nem Ő.
Eckhart szerint Istennek nem úgy van léte, mint a teremtett létezőknek, hanem Ő maga a lét, és minden létező Istenben létezik. Isten tart fenn mindent a létben és nélküle a dolgok semmivé lesznek. Az ember Istent a lelke legbelsejében találhatja csak meg, de ez csak akkor sikerülhet, ha az ember teljesen átadja magát a legbensőbbnek és belőle él. A lélek készen áll Isten lényegének befogadására, mert ő Isten születésének a helye az emberben. Isten saját fiában nyilvánítja ki a lényegét, a fiú az Ő szava, aki a lélekben szól az emberhez.
Isten a szemében már nem az „úr” volt, nem a lét sziklatalapzata vagy a világot meghaladó legfőbb jó. Eckhart a társadalmi élet modelljét is forradalmasította, mert alapjaiban tette viszonylagossá. Isten – hirdette – nem Ádám fejéből és nem a lábából teremtette az asszonyt, hanem azt akarta, hogy egyenlők legyenek. Hasonlóképpen az igaz lélek nem kevesebb és nem több Istennél, hanem vele egyenlő.
Ez a filozófia bizonyos előzményekre épít, amelyek kezdeményezések formájában már fellelhetők az arab filozófiában, Ágostonnál, Dionysios Areopagitésznél és Nagy Szent Albertnál, de Eckhart eredeti módon fejlesztette őket tovább. Latin írásaiban világosan kinyilvánította és érvelő okfejtéssel meg is valósította szándékát; német prédikációiban és értekezéseiben pedig a szélesebb nyilvánosság számára is megismertette.
Azt hirdette, hogy az igazságos ember számára olyannyira fontos az igazságosság, hogy ügyet sem vetne Istenre, ha Isten nem lenne igazságos. Ezzel a felfogással – amely hosszabb távon a kereszténység lényegének új meghatározásához vezetett – de nem aratott sikert a hivatalos egyház köreiben.
Röviddel halála után, 1329-ben a pápa eretneknek ítélte néhány kijelentését.
|  | „... Eckhart egy kristálytiszta gondolkodó, egy összehasonlíthatatlanul erőteljes, plasztikus, eredeti és képalkotó költő és egy vallásos lángelme sajátságos kereszteződése. Tanításai, amelyeket halála után a Szentszék kiátkozott, minden misztikus okoskodás summáját teremtik meg. Magától értetődő, hogy agnosztikus. Az igazságról azt mondja: ha fel lehetne fogni, egyáltalában nem lehetne igazság. Áthatolhatatlan sötétben, mozdulatlan nyugalomban trónol az Istenség. Csak tagadásokat mondhatunk el róla: hogy végtelen, kifürkészhetetlen és nem teremtett lény. Minden pozitív jelző bálványt csinál Istenből. ... Már ezekből a személyes szemelvényekből is kiviláglik, hogy Eckhartban és iskolájában nem csekélyebb dolog folyt le, mint egy új vallás születése, az eddigi keresztény hit teljes újjáteremtése, s ehhez a lutheri reformáció úgy viszonylik, mint egy földrengés egy geológiai átalakuláshoz, vagy egy tisztító és termékenyítő vihar egy földi klímaváltozáshoz, mely új flórát hozott létre. Ha ez a mozgalom érvényesült volna, Európa számára új világkorszak hajnalodott volna. De az egyház elnyomta, s hogy ez milyen teljes mértékben sikerült, nem annyira az egyház ellen szól - ... - mint az európai emberiség ellen, mely nyilván még nem volt érett ilyen alapokat döntögető megújulásra. ...” |
|  | – E. Friedell: Az újkori kultúra története - 1928 - ford. Vas István |

## Magyarul megjelent művei
- Beszédek; vál., ford., jegyz., utószó Adamik Lajos; Helikon, Bp., 1986 (Helikon stúdió)
- A Teremtés könyvének magyarázata, ford., a jegyzeteket és az utószót írta Szebedy Tas; Helikon Könyvkiadó, Bp., 1992, ISBN 963-208-090-4, 134 p.
- Útmutató beszédek; vál., ford., előszó Bányai Ferenc; T-Twins, Bp., 1993
- A nemes ember kereszténysége. Öt prédikáció; ford. Kádár Imre, Balázs Béla; Camelot, Bp., 1997 (Regulus kollekció)
- Intelmek és tanító beszédek / Vígasztalás könyve / Eckhart mester élete és tanítása; ford. Révész Mária Magdolna, Vidóczi Katalin; Farkas Lőrinc Imre Kiadó, Bp., 2000
- Meister Eckhart: Tizenöt német beszéd; ford., összeáll., előszó Schneller István; Kráter Műhely Egyesület, Pomáz, 2000 (Kráter klasszikusok)
- Eckhart Mester: Beszédek, Paulus Hungarus – Kairosz Kiadó, Budapest, 2003, ISBN 963-948-442-3, 117 p.
- Az értelem fénye. Fiatalkori művek, német prédikációk, tanköltemény és értekezések; ford., a tan., jegyz. Bányai Ferenc; Kairosz Kiadó, Budapest, 2010, ISBN 978-963-662-411-8, 438 p.
- Válogatott prédikációk. Harminc fontos német beszéd. Huszonkilenc a legszebb német prédikációk közül és egy részlet az Útmutató beszédekből; vál., ford., bev. Schneller István; Typotex, Bp., 2017 ISBN 9789632799216
- A Teremtés könyvének magyarázata, Helikon Kiadó, 2023

## Külső linkek
- Eckhart Triebel: Meister Eckhart und seine Zeit  (Eckhart mester és kora - német)
- Eckhart Triebel: Meister Eckhart Bibliographie seit 1995 (Eckhart mester bibliográfia 1995 óta)